# سود نهایی

سود نهایی در یک سطح خروجی خاص (خروجی در امتداد محور افقی اندازه‌گیری می‌شود) برابر است با تفاوت عمودی بین درآمد نهایی (سبز) و هزینۀ نهایی (آبی).

در اقتصاد خرد، سود نهایی بیان می‌کند که با افزایش یک واحدی در مقدار محصول تولیدشده، چقدر بر سود کل افزوده می‌شود. طبق رویکرد حاشیه‌ای برای حداکثر کردن سود، یک شرکت برای به حداکثر رساندن سود، باید تا نقطه‌ای که سود نهایی صفر است، به تولید کالا یا خدمات ادامه دهد. در هر مقدار تولید کمتر از این، سود نهایی مثبت است و بنابراین می‌توان با افزایش تولید، سود را افزایش داد؛ همچنین در هر مقدار تولید بیشتر از مقداری که در آن سود نهایی برابر با صفر است، سود نهایی منفی است و بنابراین می‌توان با کاهش تولید، به سود بیشتری دست یافت.
از آنجا که سود برابر است با درآمد منهای هزینه، سود نهایی برابر است با درآمد نهایی منهای هزینه نهایی.